# Age of Mythology: The Titans
The Titans — дополнение к стратегии в реальном времени Age of Mythology. Ключевая особенность — это новая цивилизация атлантов, со своей собственной мифологией. Для запуска дополнения требуется наличие оригинальной версии игры.

## Новшества

### Новая цивилизация
- Атланты:

Главная отличительная особенность нового народа — отсутствие отдельных героев: им за дополнительную плату становится любой воин-человек.
Ресурс благословения атланты добывают автоматически и тем быстрее, чем больше их городских центров.
Кроме того, крестьяне атлантов гораздо дороже и дольше строятся, но выносливее и моментально возвращают все добытые ресурсы на склад игрока. Вместо домов строят поместья — те вдвое вместительнее, но дороже, и в отличие от домов, их максимальное число 5.

### Новые юниты
- Титаны:

Титаны — очень сильные и дорогостоящие единицы. Они успешно противостоят всем видам войск, исключая героев, наносят огромный урон зданиям. Они обладают круговой атакой, разбрасывающей противников. Титаны весьма слабы против летающих юнитов, так как могут убивать птиц только при круговой атаке на небольшом расстоянии.
Вместе с тем построить Титанов весьма сложно. Сначала нужно дойти до заключительной эпохи, что сопряжено с немалыми затратами. Затем исследовать в городском центре специальную технологию. И лишь тогда появляется возможность призвать Врата титанов, откуда, после длительного строительства, появляется титан. Помимо дороговизны Титан занимает 20 единиц населения: для сравнения, крестьянин требует одну единицу, обычный воин — две, кавалерист — три, а мифические воины — до 5.

### Армия Атлантиды
Атланты имеют уникальное сооружение «Особая казарма», для производства специализированных юнитов, заточенных под уничтожение определённого типа войск: пехоты, кавалерии или лучников, выпускающем турмы, катапельтов и хиеробаллисты.
- Пехота
  - Мурмиллон (лат. «Морские рыбы») — регулярная пехота атлантов, вооружены чем-то вроде гладиуса, баклером и облачены в чешуйчастую броню. Голову защищает шлем одноимённых гладиаторов. В целом можно сказать, что мурмиллон в игре является плагиатом древнеримского гладиатора. Эффективен против конников.
  - Катапельт (греч. букв. щитолом, сокрушитель щитов) — противоконная пехота. По задумке, вооружён палицей, но в игре у него видно что-то вроде алебарды или гизармы. Интересный гибридный шлем с «вензелями», кольчуга, без щита.
  - Фанатик — элитный пехотинец, эффективен против всех врагов ближнего боя. Гальская прическа «ирокез», татуировки, два меча — один длинный, другой вроде даги.
  - Разрушитель — тяжёлый пехотинец, эффективный против зданий. Вооружен трезубцем и прямоугольным римским щитом. Облачен в тяжёлые доспехи и плащ. Опять-таки сходство с гладиатором, на сей раз с ретиарием, только без сети. Шлем похож на шлем мурмиллона.
- Стрелки
  - Аркус (лат. «Стрелок, лук») — стандартные стрелки наподобие греческих токсотов. Имеют длинный (?!) лук, маленький щит, кольчугу и островерхий бацинет.
- Конница
  - Контарий — регулярная конница. Внешне похож на ранних рыцарей — имеет тяжёлую кольчугу и характерное турнирное копьё. Голову прикрывает шлем — смесь шапеля и шлема греческого образца.
  - Турма — стрелковая конница, противодействие лучникам. Вооружён маленьким щитом и пилумами. Стандартная чешуйчатая броня, эллинский шлем. .
- Артиллерия
  - Хиеробалиста — легкая артиллерия против пехоты. Смесь балисты и «органа» — стреляет роем стрел подобно мантикоре. Наблюдается баг в анимации — стрелы вылетают не из баллисты, а изо рта канонира.
  - Огненный сифон — вспомогательная артиллерия, устройство для метания «греческого огня». Напоминает ящик на колёсах с трубкой для метания огня — сифоном. Достаточно слабо, и, как не странно, эффективно только против зданий.

### Богиатлантов
Архаическая эпоха (основные боги)
- Гея
- Уран
- Крон

Классическая эпоха
- Прометей
- Лето
- Океан

Героическая эпоха
- Рея
- Тейя
- Гиперион

Мифическая эпоха
- Атлант
- Гелиос
- Геката

## Сюжет
Главный герой кампании — сын Арканта Кастор, ставший после предположительной смерти отца предводителем потерявших свой континент атлантов. Прошло 10 лет с событий первой части, атланты ютятся на чужих землях. Часть их, управляемая Кастором, находится на Скандинавском полуострове. Игра начинается с того, что из морской бездны появляется посланник Крона, вселяющийся в Криоса — атлантского правителя. Кастор, согласно видению Криоса, должен найти небесные переходы, способные переправить атлантов на новую плодородную землю. На этой земле, названной новой Атлантидой, уже живут греки, напавшие на атлантов за поклонение титанам, но атланты при поддержке новых богов быстро изгоняют чужестранцев и застраивают остров. Чтобы отомстить другим грекам, а заодно и узнать причину агрессии. Кастор с армией отправляется в Грецию, где нападает на армию местного трусливого генерала Мелагия. Атланты разбивают армию греков и убивают Мелагия. Поскольку на помощь к грекам прибывают скандинавы и египтяне, то их тоже ожидает гнев атлантов. Часть атлантов под управлением Кастора отправляется в Скандинавию и уничтожает Башню Одина. Другая часть крадёт 4 священные реликвии. Прибыв в Грецию Криос рассказывает Кастору, что египтяне и скандинавы отплыли домой, а также, что он нашёл небесный переход и он скорее всего ведёт за спину грекам. Пройдя в портал Кастор узнаёт, что попал в место у подножья горы Олимп. Атланты убивают всех последователей олимпийцев, восходят на вершину горы и отправляются в Грецию. В Греции Кастор узнаёт, что его обманули и Криос намеренно отправил атлантов к горе для ослабления олимпийцев. Своими действиями против олимпийских богов атланты ненароком усилили титанов и младшие из них во главе с Прометеем пробудились. На Кастора напали атланты, обманутые Криосом. Благодаря предупреждениям Арканта, ставшего, как оказалось, богом, Аманра с Аяксом освобождают Кастора, и они вместе, сначала уничтожают титана Цербера с помощью Стража в Египте, а потом с помощью Фольстага убивают скандинавского титана. Вернувшись в Грецию, герои с помощью доброй титаниды Геи сначала убивают Прометея, а потом возвращаются на Новую Атлантиду. Узнав, что на атлантов напали автоматоны, они убивают последних, и заходят в небесный переход посередине вражеской империи. Небесный переход отправляет героев на Старую Атлантиду, там они узнают, что пробудился сильнейший титан Крон. Крон начинает уничтожать постройки атлантов, но вовремя появляется Гея, которая отправляет Крона обратно в Тартар. Гея уходит обратно в землю, а герои настигают пытавшегося сбежать Криоса и убивают его. Тут появляется Аркант, который говорит Кастору, что теперь он правитель Атлантиды и он должен вывести народ к процветанию.

## Оценки
| Сводный рейтинг | Сводный рейтинг |
| Агрегатор       | Оценка          |
| --------------- | --------------- |
| GameRankings    | 83,44 %         |